# Lajna
Lajna je český internetový seriál, vysílaný od roku 2017 a natočený podle scénáře Petra Kolečka v režii Vladimíra Skórky. První řadu produkovala internetová televize Obbod TV, kde rok před tímto seriálem vznikl seriál z fotbalového prostředí Vyšehrad. Druhou sérii vyprodukovala Televize Seznam a třetí Televize Seznam ve spolupráci s TV JOJ. První řada seriálu získala na festivalu Serial Killer cenu za nejlepší online seriál.

## Děj

### První řada
Hokejový trenér Luboš Hrouzek (Jiří Langmajer), člen vítězné sestavy z Nagana s hráčskými zkušenostmi z NHL, který se právě rozvádí se svou ženou Helenou (Petra Špindlerová). Se svým synem Patrikem (Zdeněk Piškula), talentovaným hokejistou a partnerkou Denisou (Hana Vagnerová) odjíždí do Havířova, kde Luboš bude trénovat místní klub. To se mu daří a na konci sezóny tak Havíři hrají dokonce o postup do Extraligy. Po konci ročníku tým opouští Patrik Hrouzek, který přestoupil do KHL. 

### Druhá řada
Patrik však není jediný, kdo opouští Havířov. Odchází totiž i trenér Hrouzek, který má za úkol zachránit pražskou Slavii v druhé nejvyšší soutěži. V pražském klubu se Luboš setkává s kritikou a nepřijetím ze strany fanoušků, spojenou s jeho podivný odchodem z klubu před sezónou 2017/18. Na Slavii se také potkává se svým otcem Karlem (Stanislav Šárský), který bude jeho asistentem, kustodem Frantou (Michal Suchánek) a bývalým spoluhráčem z Detroitu a Islanders, Robinem Guhou (Václav Neužil). Hvězdný útočník, někdejší držitel trofeje Arta Rosse a veterán s 12 sezónami v NHL na svém kontě se do Čech vrátil, aby se pokusil svými výkony získat smlouvu v NHL na nadcházející ročník. Ten však do utkaní druhé nejvyšší soutěže nevkládá maximální úsilí a je trenérem vyřazen ze sestavy. Ve stejné době se manažerka Karolína (Tereza Vilišová) pokusí svést Luboše, což má za následek odchod jeho partnerky Denisy, která nově bydlela v bytu Robina Guhy. I přes velmi kvalitní kádr se „sešívaným“ nedaří a tak se Luboš se svým otcem rozhodnou k razantnímu kroku - hráčům naservírují zkažené čevabčiči, které jim způsobí trávicí potíže. Kvůli nízkému počtu zdravých hráčů tak do utkání proti Kadani nastoupí, v té době devětačtyřicetiletý, Luboš, což celkou dodalo potřebný impulz a tým si vybojoval extraligovou příslušenost pro ročník 2019/20. Spor mezi Lubošem a Denisou (potažmo Robinem) se vyřeší a na konci sezóny se Lubošovi a Denise narodí dvojčata Ríša a Míša. 

### Třetí řada
Po letní přípravě Luboš zjišťuje, že tým nemá kvalit extraligového celku. Guha přibral, ostatní hráči místo kondiční přípravy v létě popíjeli alkohol. Luboš si proto žádá posily. Těmi jsou ale tři slovenští hokejisti: Laco Čobolský (Tomáš Turek), Majo Bocian (Peter Martinček) a Miško Horváth (Matúš Beniak), kterými Hrouzek odjakživa pohrdá. Kvůli tomu a také z důvodu, že se mistrovství světa 2021 bude konat v Praze, chce opustit Slavii a postavit se na lavičku národního týmu. Potom, co fyzicky napadne prezidenta ČSLH, Romana Dolínka (Michal Isteník), se trenérem nestane. Následně přichází nabídka od slovenské reprezentace, kterou Hrouzek nejprve pohrdá, ale následně jí přijme. Před turnajem navíc slovenský tým posílí Lubošův syn Patrik, jenž po neshodách s novým trenérem národního týmu Romanem Dolínkem změní občanství. 
V turnaji se outsiderovi daří, zejména díky výkonům brankáře Jozefa Borovčíka (Roman Mrázik). V semifinále šampionátu hrouzkovi svěřenci vyřadí Čechy, aby následně ve finále porazili Rusy po nájezdech.

## Obsazení

### První řada (2017)
| Jiří Langmajer     | trenér Luboš Hrouzek              |
| Zdeněk Piškula     | Patrik Hrouzek, syn Luboše        |
| Hana Vagnerová     | Denisa Kovářová, partnerka Luboše |
| Petra Špindlerová  | Helena Malá, exmanželka Luboše    |
| Norbert Lichý      | Zbyněk „ Zbyňa“ Tichý, rolbař     |
| Pavla Dostálová    | MUDr. Klára Tichá, dcera Zbyňka   |
| Marek Taclík       | Roman Kyselý, manažer Havířova    |
| Josef Kaluža       | Bedřich Zavřel, kapitán Havířova  |
| Štěpán Kozub       | hokejista Igor Lupták             |
| Michal Škoda       | hokejista Libor Gajdoš            |
| David Kania        | hokejista Petr Sedlák             |
| Martin Šimíček     | hokejista Jiří Kalina             |
| Roman Blumaier     | hokejista Vladimír Brázdil        |
| Václav Neužil      | hokejista Robin Guha              |
| Albert Čuba        | PhDr. Petr Zavičár                |
| Jiří Sedláček      | Karel Blatný                      |
| Kateřina Janečková | moderátorka Nina Solená           |
| Barbora Kocmánková | sekretářka Šárka                  |
| Dominik Hašek      | hrál sám sebe                     |

### Druhá řada (2019)
| Jiří Langmajer   | trenér Luboš Hrouzek              |
| Zdeněk Piškula   | Patrik Hrouzek, syn Luboše        |
| Stanislav Šárský | Karel Hrouzek, otec Luboše        |
| Hana Vagnerová   | Denisa Kovářová, partnerka Luboše |
| Štěpán Kozub     | hokejista Igor Lupták             |
| Václav Neužil    | hokejista Robin Guha              |
| Tomáš Dastlík    | hokejista Míra Kouřil             |
| Radim Jíra       | hokejista Vozábal, kapitán Slavie |
| Norbert Lichý    | Zbyněk „ Zbyňa“ Tichý, rolbař     |
| Michal Suchánek  | kustod Franta                     |
| Tereza Vilišová  | manažerka Karolína                |
| Igor Bareš       | manažer Pavel                     |
| Leo Gudas        | hrál sám sebe                     |
| Patrik Děrgel    | hokejista Vanas                   |
| Michal Škoda     | hokejista Gajdoš                  |

### Třetí řada (2021)
| Jiří Langmajer   | trenér Luboš Hrouzek                                 |
| Zdeněk Piškula   | Patrik Hrouzek, syn Luboše                           |
| Hana Vagnerová   | Denisa Kovářová, partnerka Luboše                    |
| Michal Isteník   | prezident Českého svazu ledního hokeje Roman Dolínek |
| Michal Suchánek  | kustod Franta                                        |
| Tereza Vilišová  | manažerka Karolína                                   |
| Tomáš Měcháček   | moderátor sportovních zpráv Vojta Sládek             |
| Maroš Kramár     | předseda a manažer slovenské reprezentace Paľo Lálik |
| Ľubomír Paulovič | slovenský hokejový agent Štefan Juraj Štúr           |
| Roman Mrázik     | slovenský hokejista Jozef Borovčík                   |
| Branislav Deák   | slovenský hokejista Dado Halák                       |
| Andrej Polák     | slovenský hokejista Branislav Mergl                  |
| Tomáš Turek      | slovenský hokejista Laco Čobolský                    |
| Peter Martinček  | slovenský hokejista Majo Bocian                      |
| Matúš Beniak     | slovenský hokejista Miško Horváth                    |
| Peter Kočiš      | místopředseda slovenské reprezentace Martin Kollár   |
| Tomáš Dastlík    | hokejista Míra Kouřil                                |
| Václav Neužil    | hokejista Robin Guha                                 |
| Jaromír Jágr     | hrál sám sebe                                        |

### Luptákův vlogísek (2019–2020)
| Štěpán Kozub | hokejista Igor Lupták        |
| Albert Čuba  | psychoterapeut Radovan Hrdlo |

## Seznam dílů

### První řada (2017)
1. Únos
2. Denisa
3. Láska
4. Pravda
5. TalkShow
6. Krize
7. Kladno
8. Bůh

### Druhá řada (2019)
1. Pacient
2. Asistent
3. Estrogen
4. Čevabčiči
5. Stanley cup
6. Zářez
7. Leningrad
8. Baráž

### Třetí řada (2021)
1. Nová lajna
2. Omluva
3. Borovčík
4. Dvojramenný kříž
5. Vlak
6. První slova
7. Duše
8. Finále

### Čtvrtá řada (2024)
Dne 5. října 2022 byla oznámena příprava čtvrté řady, jejíž premiéra měla proběhnout na podzim 2024. V dubnu 2024 se producent Daniel Strejc a scenárista Petr Kolečko sešli s bývalým brankářem a vítězem z Nagana, Milanem Hniličkou. Daniel Strejc potvrdil, že šlo o pracovní jednání. Premiéra 4. řady však na podzim 2024 neproběhla.

## Luboš Hrouzek

### Charakter
Hokej je pro Hrouzka za všech okolností na prvním místě. Luboš je přísný a emotivní. V neverbálním projevu používá rázná gesta. Ve verbálním projevu pak často používá vulgární výrazy.

## Luptákův vlogísek
V letech 2019 a 2020 byl natočen seriál Luptákův vlogísek, ve kterém se objevovala pouze postava Igora Luptáka v podání Štěpána Kozuba (v jednom díle i postava psychologa). Seriál měl 12 dílů. Scénář napsali Štěpán Kozub a Albert Čuba a režisérem byl také Albert Čuba.